# Веригар
«Вери́гар» (хорв. и словен. Verigar, серб. Веригар) — филателистическое название почтовых марок первой и единственной серии непризнанного Государства словенцев, хорватов и сербов (СХС), образовавшегося в результате распада Австро-Венгрии по итогам Первой мировой войны и вскоре объединившегося с Сербией и Черногорией в Королевство сербов, хорватов и словенцев, будущую Югославию.
Выпускались с января 1919 года в Любляне, а позже в Вене. В дальнейшем неоднократно дополнялись марками высоких номиналов с иными сюжетами, среди которых женский образ Свободы с тремя соколами, ангел мира и портрет короля Петра I Карагеоргиевича. «Веригары» были выведены из обращения весной 1921 года.
«Веригары» официально считаются первыми почтовыми марками Югославии и Словении[^]. Выпуск серии «Веригар» отмечается в Словении как значимое событие и памятная дата.

## Описание

### Сюжет
Центральный элемент сюжета рисунка марок серии — изображённый на фоне восходящего солнца раб-кандальник, разрывающий свои оковы. Этому сюжету марки серии обязаны своим названием «веригар» (в словенском, сербохорватском и др. славянских языках verige — цепи, кандалы, вериги; на английский язык название иногда переводится как chainbreaker). Рисунок символизирует освобождение южных славян от власти Австро-Венгрии (см. также: памятник Победителю).
Произведение было создано во второй половине 1918 года люблянским профессором, художником-графиком Иваном Вавпотичем (1877—1943), моделью послужил 25-летний словенский (позже югославский) гимнаст, будущий призёр Олимпийских игр Стане Дерганц (1893—1981).
Художник подавал на рассмотрение Люблянской почтовой дирекции несколько разных эскизов. В 1925 году в журнале Jutro («Утро») была опубликована статья Вавпотича, где тот самокритично признавал, что жалеет о выборе комиссией почтового ведомства именно этого рисунка для первых марок, и охарактеризовал свою работу как китч.

### Серия
Юноша-веригар на рисунке заключён в прямоугольную рамку, в верхней части которой находится сокращённое название страны кириллицей (вуковицей), «Држава СХС», а в нижней латиницей (гаевицей), Država SHS. Цифра номинала дана во временной валюте государства, геллерах (филлерах или винарах), она расположена позади фигуры раба в левом верхнем углу.
На четырёх марках низких номиналов (3, 5, 10 и 15 геллеров) изображена только верхняя половина фигуры веригара (по бёдра), на четырёх марках высоких номиналов (20, 25, 30 и 40 геллеров) рисунок воспроизводится полностью.
Серия печаталась без водяных знаков. Эксперты насчитывают от 12 до 30 видов бумаги. Техника печати двух типов: типография (высокая печать) и литография. Существует большое количество разновидностей цвета, перфорации и др., в том числе ошибок печати и перфорации. В базовой коллекции «Веригаров» около 100 марок, полное собрание состоит более чем из 500 разновидностей, не считая ошибок печати. Такое разнообразие ненормально, оно объясняется вызванной большим спросом спешкой при подготовке тиражей, а также небольшим опытом исполнителей, которые приобретали его по большей части лишь в процессе.

## История
14 ноября 1918 года постановлением Народного веча Государства СХС в Любляне было основано почтовое и телеграфное управление и назначена временная администрация Люблянской почтовой дирекции, которой надлежало, среди прочего, наладить почтовую связь на подведомственной территории нового государства, в словенских областях.

### Первый выпуск
В отличие от Сараевской и Загребской почтовых дирекций, ограничившихся надпечатками запасов марок Австрии и Венгрии, Люблянская дирекция уже к концу ноября подготовила к печати первые оригинальные почтовые марки ГСХС — «веригаров». Они были отпечатаны без клея литографским способом и выпущены в обращение 3 января 1919 года. В Далмации (Сплитская почтовая дирекция) в обращении находились марки Австрии без надпечаток, а также марки Загребской и Люблянской дирекций.
«Веригары» были официально допущены к обращению в Дравской бановине, а также на большей части Каринтии (Корушки) (до осени 1920 года — см. Каринтийский плебисцит), в хорватских районах (Савская и Приморская бановины), Боснии, Герцеговине, Славонии, Среме и остальной Воеводине.
Поскольку с 1 декабря 1918 года Государство СХС объединилось с Сербией и Черногорией в Королевство сербов, хорватов и словенцев (КСХС), название страны на марках уже в момент их выхода в свет перестало соответствовать реальности.

### Второй выпуск
8 апреля 1919 года серия была переиздана без изменений, но с помощью высокой печати и с добавлением марок более высоких номиналов и новых рисунков Ивана Вавпотича в стиле ар-нуво. Последние содержали новое название государства — «Краљевина СХС» / Kraljevina SHS:
- 50 и 60 геллеров — женский образ Свободы с тремя соколами — словенцами, хорватами и сербами;
- 1 и 2 кроны КСХС — ангел мира;
- 5 и 10 крон — портрет короля Петра I Карагеоргиевича.

В связи с забастовкой типографских рабочих в Любляне клише для печати части этих тиражей передавались в Вену (Германская Австрия). Весной 1920 года серия была дополнена ещё двумя марками стоимостью 15 и 20 крон. Их сюжет повторял предыдущие (король Пётр), но на бумаге с гильошированием и с более контрастными номиналами (убрана фоновая штриховка).

### Третий выпуск
В июне 1920 года все перечисленные стандартные марки были переизданы ещё раз в новых денежных единицах — парах и динарах. Название государства изменено — «Краљевство СХС» / Kraljevstvo SHS. Низкие номиналы (до 1 динара включительно) получили зубцовку 13½ и были перерисованы Иваном Вавпотичем также в стиле ар-нуво. На марках номиналов 2, 4, 6 и 10 динар (в отличие от номинала 1 динар) — ошибка в надписи кириллицей: в слове «ДNНАРА» буква «И» дана зеркально. Номиналы 2, 6 и 10 динаров были изданы на бумаге с гильошированием, 1 и 4 динара вышли уменьшенного размера (21 × 30½ мм вместо нормального 22 × 32½ мм). Встречаются подделки марки номиналом 20 пар (Sc #3L45) из-за её относительной редкости. Известны диагональные бисекты 1920—1921 годов марки номиналом 10 пар (применялись в Любляне, Птуе, Мариборе и др.).
- 5, 10, 15, 20 и 25 пар — веригар;
- 40, 45, 50 и 60 пар — женский образ Свободы с тремя соколами;
- 1, 2, 4, 6 и 10 динаров — портрет короля Петра I Карагеоргиевича.

По мере расходования тиражей третьего выпуска серия допечатывалась до октября 1920 года и была выведена из обращения весной 1921 года. Взамен начиная с 16 января 1921 года из Белграда стали поступать первые почтовые марки общегосударственного образца — серия с полупрофилем принца-регента Александра (номиналы от 2 до 75 пар) (Sc #1—9) и профилем короля Петра I Карагеоргиевича (1—10 динаров) (Sc #10—14). Она была действительна вплоть до ликвидации Югославии и её расчленения странами оси в 1941 году.

### Надпечатки
В 1919—1920 годах Государство СХС выпустило семь доплатных марок в геллерах (карминово-красные) и кронах (синие), общим сюжетом которых были крупные цифры номиналов. Марки печатались в Любляне (Sc #3LJ1—3LJ7) и Вене (Sc #3LJ8—3LJ14). Однако при отмене в 1920 году параллельного хождения кроны КСХС и переходе к динару было решено в целях экономии бюджета не выпускать оригинальных доплатных марок, а надпечатать выводимые из обращения остатки тиражей первого и второго выпусков «веригаров» номиналами 15 и 30 геллеров. В результате увидели свет надпечатки «Порто/Porto» — красные квадратные диагональные 5, 10, 20 и 50 пар на марке в 15 геллеров и прямоугольные тёмно-синие 1, 3 и 8 динаров на марке в 30 геллеров.

## Память
Выпуск серии «Веригар» периодически отмечается как значимое событие и памятная дата. Так, в январе 1969 года Почта Югославии (PTT Jugoslavije) издала конверт первого дня со спецгашением, посвящённый 50-летию появления этих знаков почтовой оплаты, первых в почтовой истории Югославии и Словении[^]. На конверте воспроизведена марка «Веригар» номиналом 20 геллеров (Sc #3L5) и лавровая ветвь.
В марте 1993 года Почта Словении по случаю собственной 75-летней годовщины эмитировала соответствующую почтовую марку, дизайн которой основан на рисунке Ивана Вавпотича «Веригар». В марте 2009 года появился конверт первого дня Почты Словении в ознаменование 90-летнего юбилея серии. На конверте изображён стилизованный «веригар», а марка номиналом 0,23 евро и спецгашение воспроизводят проект Вавпотича невыпущенной доплатной марки 1920 года номиналом 1 динар (подробности см. выше).
В словенском городе Брежице существует общество коллекционеров «Веригар» (словен. Društvo zbirateljev 'Verigar', Brežice), а в городе Камник, где родился художник серии Иван Вавпотич, — филателистическое общество его имени (Filatelistično društvo 'Ivan Vavpotič'). Кроме того в честь Вавпотича названа одна из улиц этого города, а на доме, в котором родился художник, установлена памятная табличка.